# Cal Sintet
Cal Sintet és un edifici de Santa Pau (Garrotxa) amb dues llindes que formen part, cadascuna de manera individual, de l'Inventari del Patrimoni Arquitectònic de Catalunya.

## Descripció

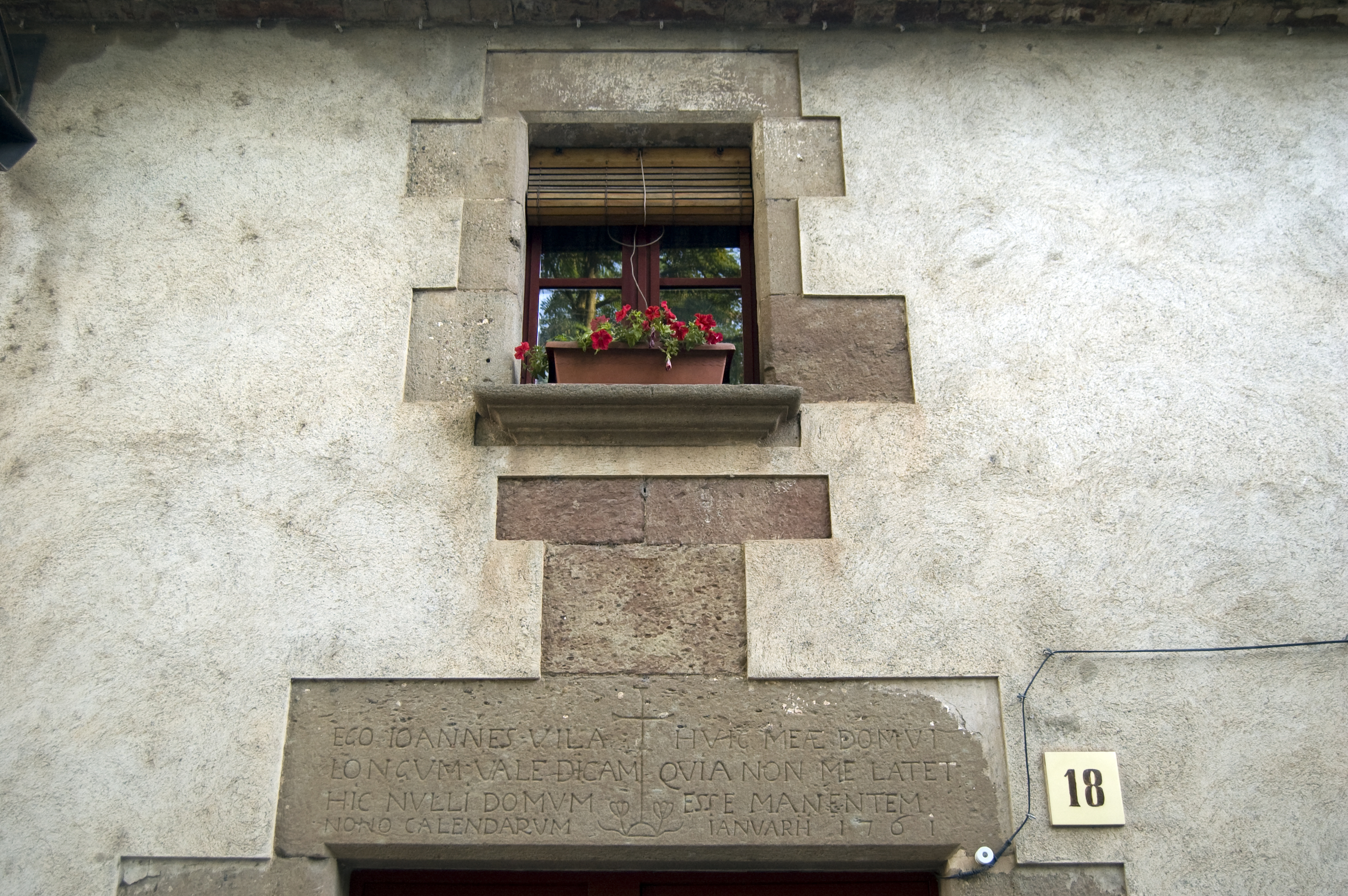
Imatge d'una de les llindes.

### Llinda 1
Es pot llegir el text "HVIVS HOMUSEST MOMEN QVO DIFVNCTO FIAVD AERIES DEERITNONO CALENDARIUM 1789", amb un dibuix al mig.

### Llinda 2
S'hi pot llegir el text: "EGO IOANNES VILA HUICMEAE DOMVI LONGUM VALE DICAM QUIA NOM ME LATET HIC NVLLI DOMVM ESSE MANENTEM NONO CALENDARUM IANUARH 1761", amb una creu al mig.

## Història
La vila de Santa Pau va créixer per la part nord, fora del recinte fortificat. L'any 1466 la reina donya Joana va cedir uns terrenys situats prop de la Porta de Vila Nova per a construir una plaça, avui Plaça del Baix. Un cop construïts els grans casals que l'envoltaven es va passar, al segle xviii, a la construcció dels edificis del carrer del Pont.